# 堪布摩诃衍

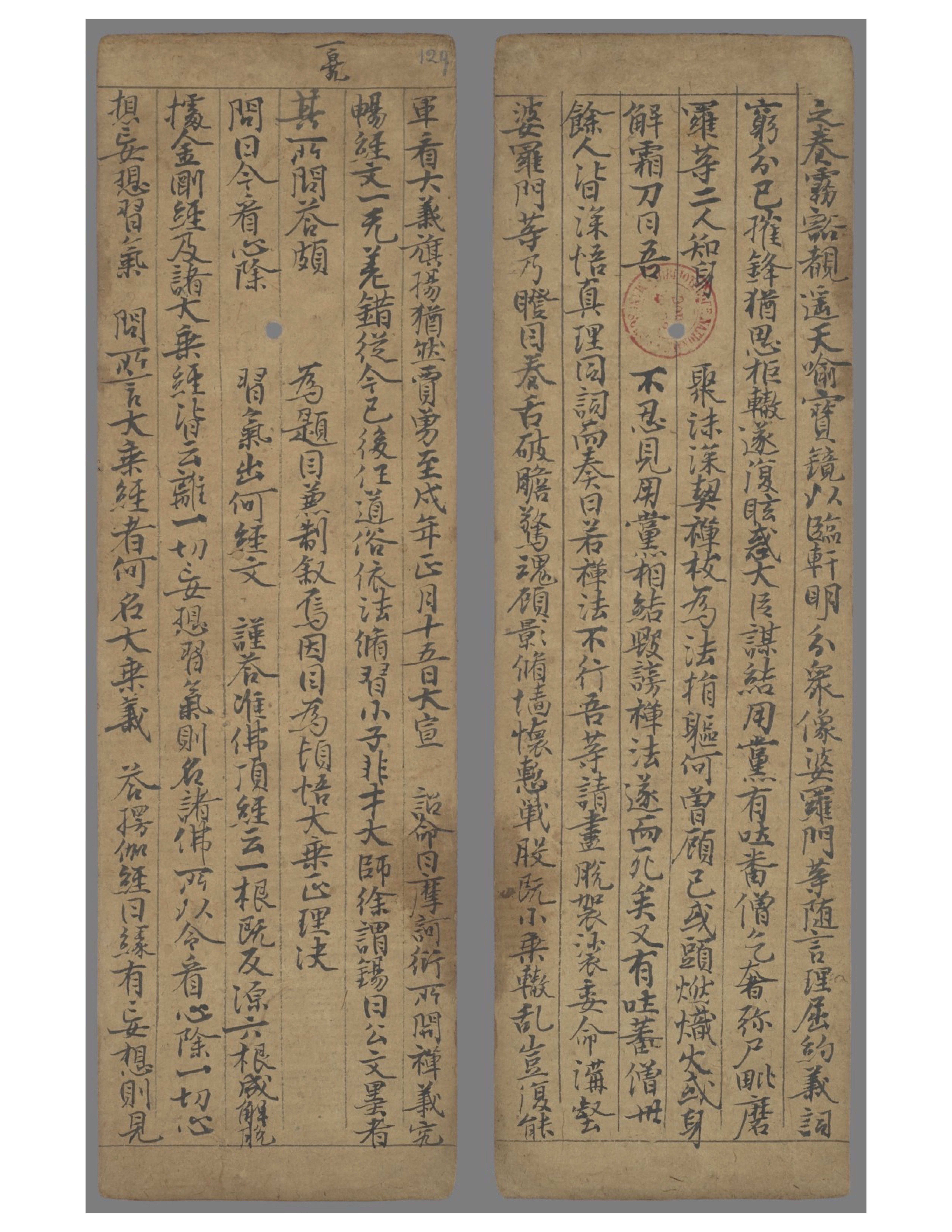
《頓悟大乘正理決》中說：「至戌年正月十五日，大宣詔命曰：摩訶衍所開禪義，究暢經文，一無差錯。從今已後，任道俗依法修習。」

堪布摩诃衍（藏語：མཁན་པོ་མ་ཧཱ་ཡཱ་ན，威利转写：mkhan bo ma hva ya na），又称和尚摩诃衍（藏語：ཧྭ་ཤང་མ་ཧཱ་ཡཱ་ན，威利转写：hwa shang ma hva ya na）、摩訶衍那、瑪哈雅納、或大乘和尚，是吐蕃帝国时期的一位汉人禅僧。“摩诃衍”（महायान）的梵文意思是“大乘佛教”。
摩訶衍原為唐朝的禅宗僧人，属于东山法门。他是神秀派的一位禪師，駐錫於長沙的麓山寺，神秀派遭到以菏澤神會為首的慧能派禪師的猛烈批判，受到打壓。后来他離開長沙，来到沙州（今敦煌）一带弘法，並成為神秀派在這裡的重要人物。日本藏學家上山大峻在敦煌出土的古藏文文獻中發現關於他的記載，這與漢文文獻《頓悟大乘正理決》是了解其思想的史料。
786年，沙州被吐蕃攻陷。当时在赤松德赞的支持下，佛教刚刚在吐蕃兴起，因此邀请不少沙州的禅僧来到拉萨弘法并翻译经书，摩诃衍便是这些禅僧中最著名的一位。在拉萨弘法期间，禅宗以无念、无想、无作意等简单易懂的教义获得了大量信众。根據敦煌出土漢文文獻《頓悟大乘正理決》的記載，赤松德赞的王妃没庐萨墀洁莫赞（法名绛求洁赞）、姨母以及蘇毗王子都拜摩诃衍为师进行修行。相反地，天竺来的密宗受到了巨大冲击，各作論著，對對方進行攻击和诋毁。天竺僧人的主將是蓮花戒，主張漸悟；唐朝僧人主將是摩訶衍，主張頓悟，双方关系达到水火不容的状态。
792年，莲花戒的奏请禁止禪宗，摩訶衍則奏請與天竺僧人辯論，落敗者主動離開拉薩。汉传佛教的禅宗与天竺密宗在桑耶寺举行辩论。这场被称为“拉萨法诤”的辩论长达三年，最終兩派的諍論得以平息，但其結果至今仍是一個謎。後世藏傳佛教史書大多記載：赤松德赞认定漢人落败，天竺僧人獲得了勝利，落败的摩诃衍向莲花戒献上花环，随后带领禅宗僧人主动离开了拉萨，返回唐朝。但是，敦煌出土的漢文禪宗文獻《頓悟大乘正理決》（794年）卻記載，摩訶衍獲得了勝利，禪宗被赤松德贊定為正統派系並得以弘揚。雖然學術界對此次辯論結果的看法不完全一致，但是一致同意的是：西藏在此辯論之後，推崇天竺金剛乘佛教，而非漢傳佛教，但禪宗的頓悟思想亦深深影響了藏傳佛教。

## 外部連結
- 中國禪宗在西藏 （页面存档备份，存于）